# 키드 오리
에드워드 "키드" 오리(Edward "Kid" Ory, 1886년 12월 25일 ~ 1973년 1월 23일)는 루이지애나주 프랑스어를 구사하는 트롬보니스트이자 밴드 리더였다. 그는 루이지애나주 래플레이스 근처의 우드 랜드 농장에서 태어났다.

## 생애
오리는 어린 시절 집에서 만든 악기로 음악을 연주하기 시작했고, 십대 때쯤에는 루이지애나의 남동부에서 잘 녹음된 밴드를 이끌고 있었다.